# Groupe localement compact
Un groupe localement compact est, en mathématiques, un groupe topologique dont l'espace topologique sous-jacent est localement compact. Ces propriétés permettent de définir une mesure, dite mesure de Haar, et donc de calculer des intégrales et des moyennes ou encore une transformée de Fourier. Ces propriétés à la croisée de l'algèbre générale, de la topologie et de la théorie de la mesure sont particulièrement intéressantes, notamment pour leurs applications en physique.
Tout groupe localement compact est complet pour ses deux structures uniformes canoniques (à droite et à gauche).

## Référence
1. ↑  N. Bourbaki, Éléments de mathématique, livre III : Topologie générale [détail des éditions], p. III.22.